# Batalla de Almería (1873)
La batalla de Almería consistió en el intento de desembarco y en el bombardeo efectuado sobre la ciudad de Almería por la flota del Cantón de Cartagena el 30 de julio de 1873 en el contexto de la rebelión cantonal que se produjo en España bajo la Primera República Española. 

## Desarrollo
La segunda expedición marítima del cantón de Cartagena tuvo como objetivo sublevar la costa andaluza de Almería a Málaga. El 28 de julio, al mando del general Juan Contreras salieron de Cartagena, aclamadas por la multitud, la fragata de hélice Almansa y la fragata blindada Vitoria, con dos regimientos a bordo más un batallón de infantería de Marina. Cuando al día siguiente la expedición llegó a Almería exigió a una comisión de representantes de la Diputación y del Ayuntamiento, que subieron a bordo de la Numancia, el pago de 100 000 duros como contribución de guerra y el abandono de la ciudad de las fuerzas militares para que el pueblo decidiera libremente proclamar el Cantón o no. La respuesta fue negativa y las autoridades locales prepararon la defensa de la plaza, mientras la mayoría de población civil de Almería se marchaba de la ciudad. En la mañana del día 30 comenzó el bombardeo contra las defensas de la ciudad y los edificios militares, que fue respondido desde Almería. La ciudad no se rindió por lo que el general Contreras esa misma noche puso rumbo a Motril en la costa de Granada a donde llegó al amanecer del día siguiente. Contreras desembarcó a los heridos, visitó la ciudad y recibió ayuda económica en forma de pagarés a cobrar en Málaga por un importe de 160 000 reales.